# Adefagia
Nella mitologia greca, Adefagia (in greco antico: Ἀδηφαγία?) era la dea e personificazione dell'ingordigia.

## Utilizzo
Il termine adefagia veniva usato in passato come sinonimo di bulimia perché quest'ultima è collegabile ad una specie di fame morbosa accompagnata da un senso di svenimento universale, proprio come per la dea Adefagia.